# Grete Weil

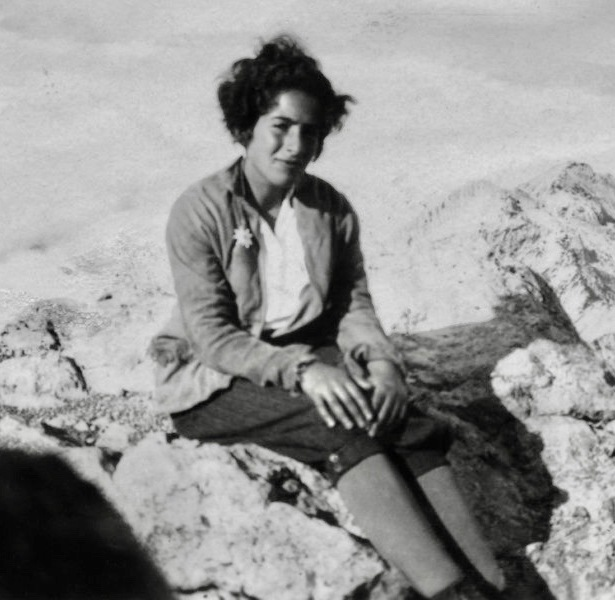
Grete Weil omstreeks 1932

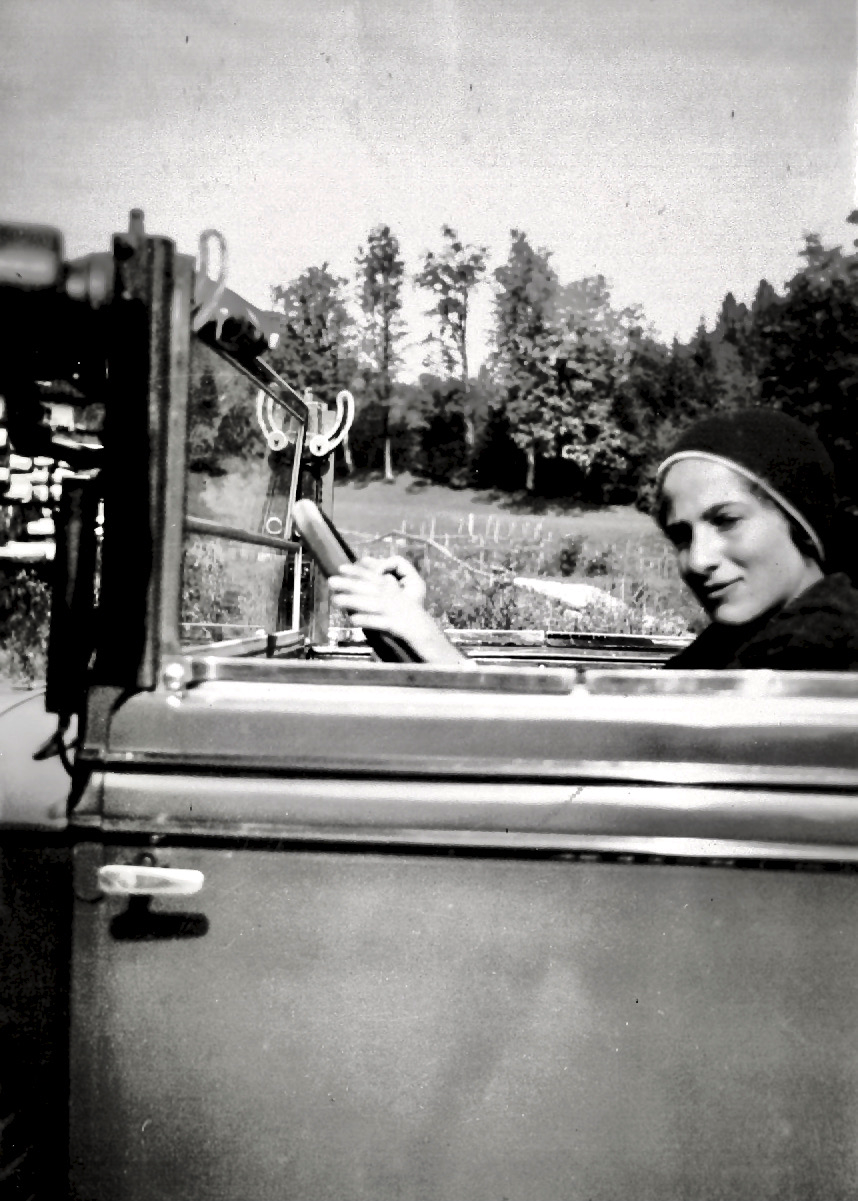
Aan de Bodensee in 1933

Grete Weil, geboren als Margarete Elisabeth Dispeker (Rottach-Egern, 18 juli 1906 - Grünwald bij München, 14 mei 1999) was een Duitse schrijfster en literair vertaalster.

## Levensloop
Grete Weil groeide op een in een liberaal, intellectueel milieu aan de Tegernsee in Beieren. In 1932 trouwde ze met haar neef Edgar Weil. Na de machtsovername door de nationaalsocialisten in 1933 emigreerde Edgar naar Amsterdam, waar hij een filiaal oprichtte van het chemisch-farmaceutische bedrijf van zijn vader. In 1935 voegde Grete zich bij hem.
In 1938 nam Grete Weil een fotostudio over in de Beethovenstraat (nr. 48) in Amsterdam-Zuid. Ze woonde ernaast, tot ze in 1943 moest onderduiken. Haar echtgenoot werd in 1941 bij een razzia opgepakt en nog hetzelfde jaar in concentratiekamp Mauthausen vermoord.
Grete Weil overleefde de oorlog op haar onderduikadres aan de Prinsengracht. Ook haar moeder en broer hadden de jodenvervolging overleefd. In 1946 reisde ze naar Frankfurt am Main, waar ze haar jeugdvriend Walter Jokisch terugzag. Ze trouwden in 1960.
In 1949 debuteerde ze met Ans Ende der Welt, dat alleen verscheen in Oost-Duitsland. In 1963 publiceerde ze de roman Tramhalte Beethovenstraat, waarin ze haar herinneringen beschrijft aan de periode waarin ze in die straat woonde. Haar literaire doorbraak kwam pas in 1980 met de roman Meine Schwester Antigone.
Omstreeks 1990 werd haar ongepubliceerde werk, deels geschreven tijdens de onderduikperiode, (her)uitgegeven door de Zwitserse uitgeverij Nagel & Kimche. In 2022 verscheen postuum de roman Der Weg zur Grenze, die in 1944/45 tijdens de onderduiktijd in Amsterdam ontstaan was.

## Werken (selectie)
- 1949 Ans Ens der Welt (Naar het einde van de wereld, Ned. vert. door W. Wielek-Berg, 1962; geactualiseerde vertaling door Lilian de Bruijn, 2002)
- 1963 Tramhalte Beethovenstraat (onder dezelfde titel in het Nederlands vertaald door W. Wielek-Berg, 1963)
- 1968 Happy, sagte der Onkel - Drei Erzählungen (Happy zei oom, Ned. vert. door W. Wielek-Berg, 1969; later onder de titel B zeggen en andere verhalen, 1983)
- 1980 Meine Schwester Antigone (Mijn zuster Antigone, Ned. vert. door Margot Klaarhamer, 1982)
- 1983 Generationen (Generaties, Ned. vert. door Margot Klaarhamer, 1984)
- 1988 Der Brautpreis (De bruidsprijs, Ned. vert. door Ria van Hengel, 1989)
- 1992 Spätfolgen - Erzählungen
- 1998 Leb ich denn, wenn andere leben (autobiografie)
- 1999 Erlebnis einer Reise - Drei Begegnungen (postuum; ontstaan 1932-33)
- 2022 Der Weg zur Grenze (postuum; ontstaan 1944-45)

Grete Weil vertaalde uit het Engels en Nederlands naar het Duits, waaronder Bezonken rood van Jeroen Brouwers.